# Frey Ernő
Frey Ernő (Vágszerdahely, 1873. január 10. – Budapest, Terézváros, 1937. szeptember 21.) ideggyógyász, egyetemi magántanár, kórházi főorvos.

## Életpályája
Frey Ignác (1832–1921) és Pollák Sarolta (1837–1913) fiaként született szegény sorsú zsidó családban. Orvosi tanulmányait a Budapesti Tudományegyetem Orvostudományi Karán végezte (1892–1897). 1896 augusztusában a II. Kórbonctani és Kórszövettani Intézet mellé egy évre díjazatlan gyakornokká választották. A következő év szeptemberében újabb egy évre kapott kinevezést. Ezt követően Bécsben, Párizsban és Münchenben képezte tovább magát. Hazatérését követően a Budapesti Tudományegyetem Agyszövettani Intézetében dolgozott. 1911-ben kinevezték a székesfővárosi Erzsébet-szegényházi Kórház ideg- és elmeosztályának rendelőfőorvosává, majd 1914-ben az I. osztályának főorvosává. 1936 októberében a kórház igazgató-főorvosává választották. Kevéssel halála előtt nyugdíjazták, mert elérte a korhatárt, de magánbetegeivel élete utolsó napjaiig foglalkozott. Az első világháború idején a budapesti 16. sz. helyőrségi kórházban szolgált, ahol az ideg- és elmeosztály vezetője volt. Az 1915–1916. tanévben Az agybántalmak kórtana és kórboncolástana című tárgykörből magántanári képesítést szerzett. A MÁV Kórház orvosi tanácsadója, az Orvosegyesület elme- és idegkórtani szakosztályának előbb titkára és utána alelnöke is volt. A Park Szanatóriumban hunyt el vakbéloperáció után jelentkező szívgyengeség következtében.
Felesége Bruckner Margit (1890–?), Bruckner Márk Fülöp és Bruckner Éva lánya, akit 1920. július 4-én Budapesten, a Terézvárosban vett nőül. Két gyermekük született.
A Kozma utcai izraelita temetőben nyugszik.

## Művei
- Adatok a posthemiplegiás mozgási rendellenességeket előidéző laesiók localisatiójához. (Magyar Orvosi Archivum, 1904, 4.)
- A glycerophosphatok therapeutikus értékéről. (Budapest Orvosi Ujsag, 1906, 7.)
- A Wassermann-reactio értéke a tabes diagnosisában. (Orvosi Újság, 1910, 14.)
- Az enesol hatása a metalueses idegbetegségekre és a Wassermann-reactióra. (Orvosi Újság, 1911, 31.)
- Angulusdaganatot utánzó nyúltvelő-tuberculum esete. (Orvosi Hetilap, 1914, 8.)
- Kórszövettani és klinikai adatok az Alzheimer-féle betegséghez. (Mathematikai és Természettudományi Értesítő, 1915, 33. kötet)
- A tabes és paralysis pathogenesisének és gyógykezelésének mai állása. (Budapesti Orvosi Ujság, 1923, 2–3.)

## Díjai, elismerései
- Koronás arany érdemkereszt a vitézségi érem szalagján (1918)